# Lista de municípios fronteiriços do Brasil por área urbana
Lista de municípios fronteiriços do Brasil por área urbana, em ordem decrescente, baseada nos dados da Embrapa.

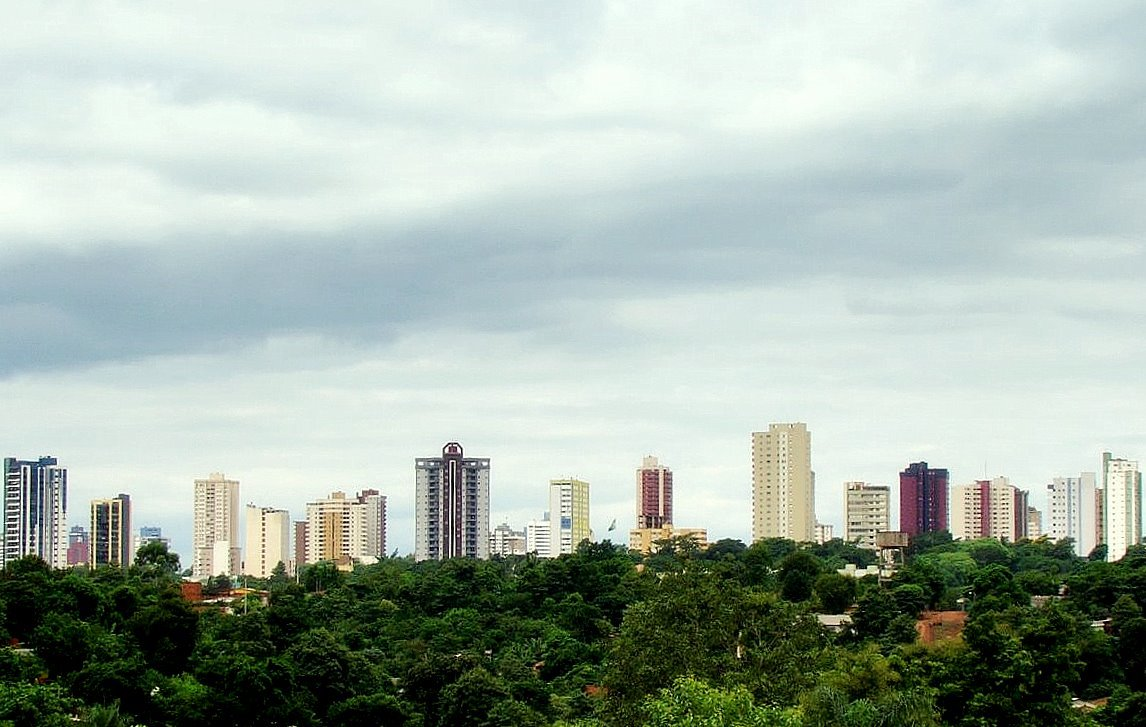
Foz do Iguaçu, município do estado do Paraná, é o município fronteiriça com maior área urbana do Brasil.

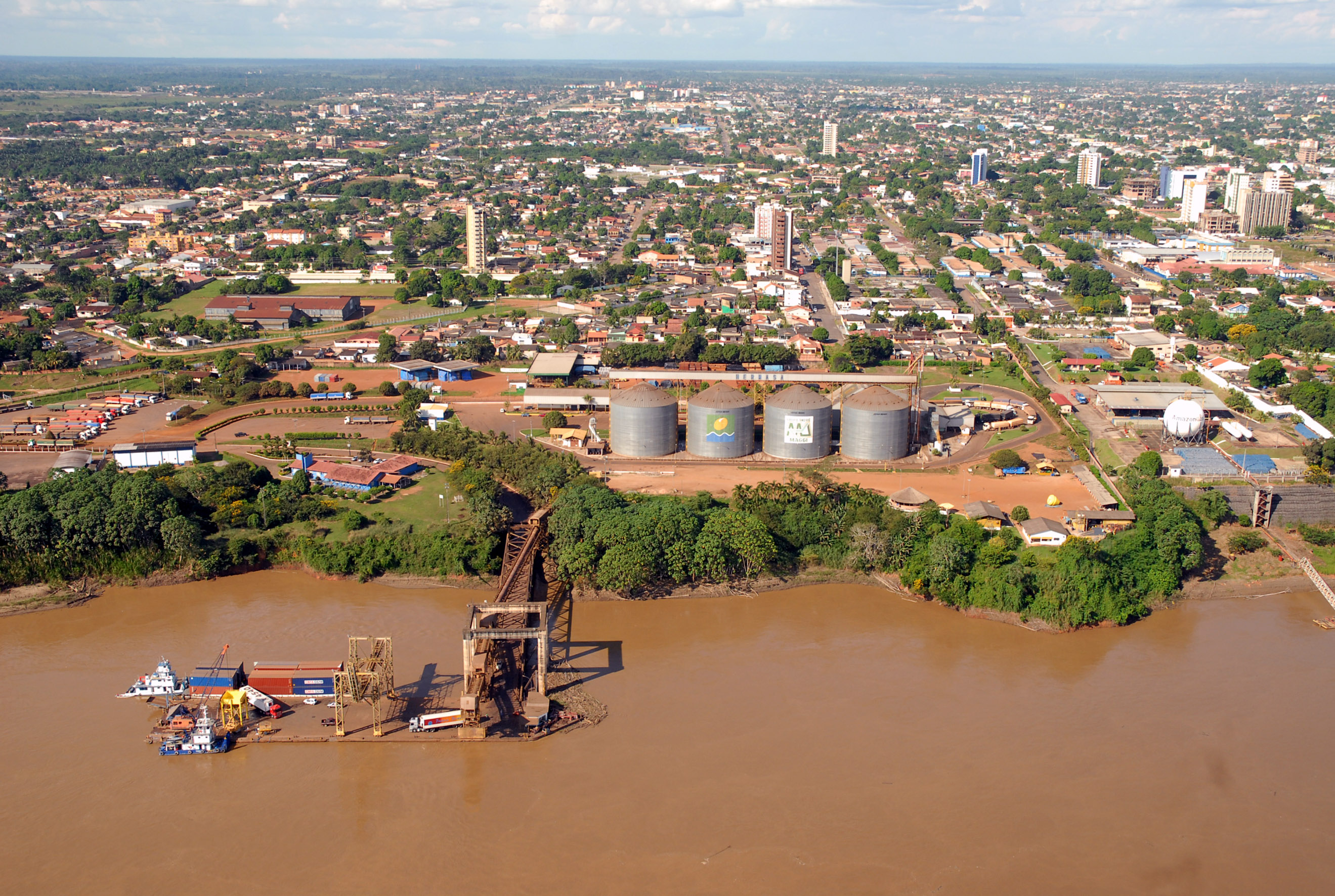
Porto Velho, capital do estado de Rondônia, é o segundo município fronteiriço com maior área urbana do Brasil.

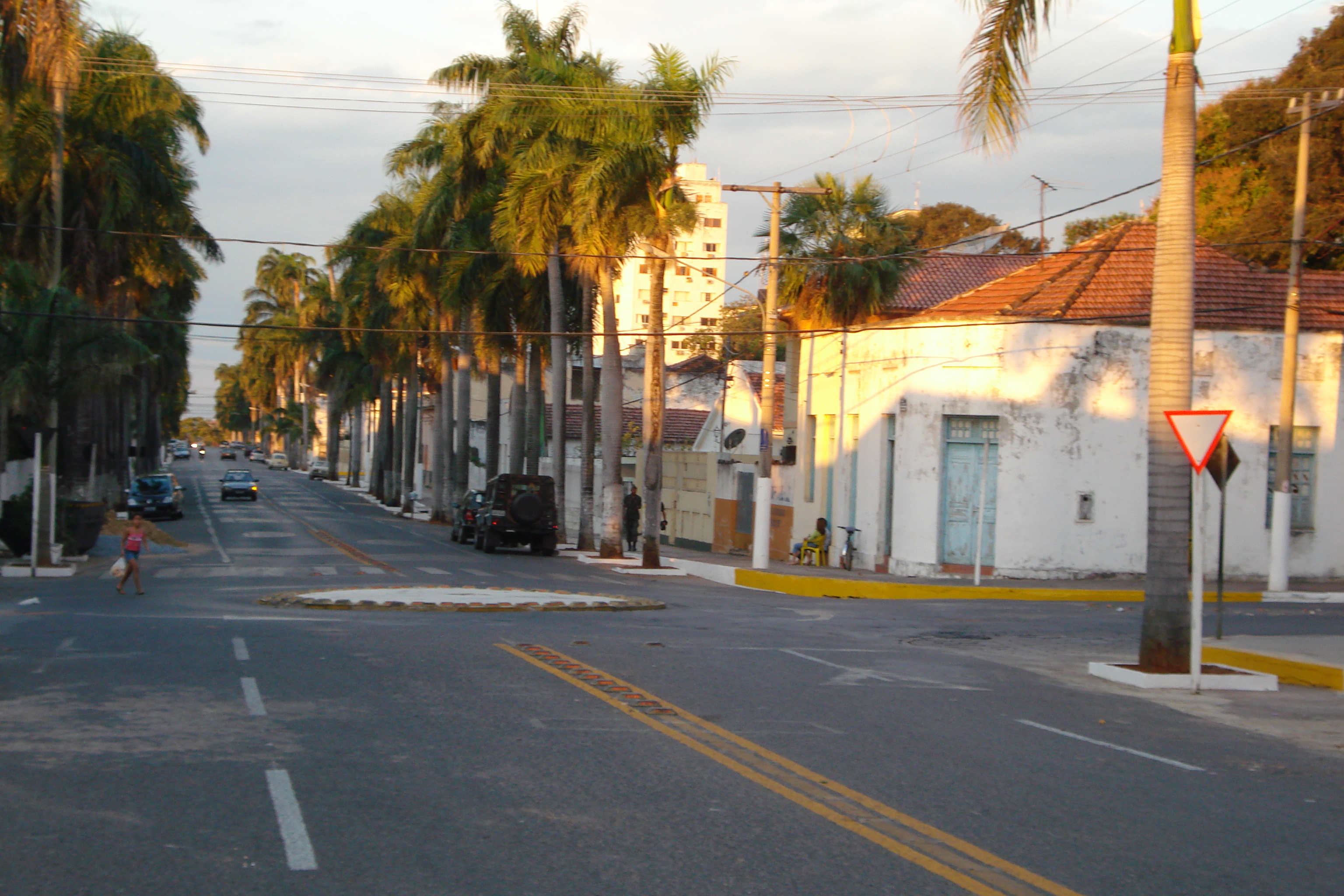
Corumbá, maior município pantaneiro, é o terceiro município fronteiriço com maior área urbana do Brasil.

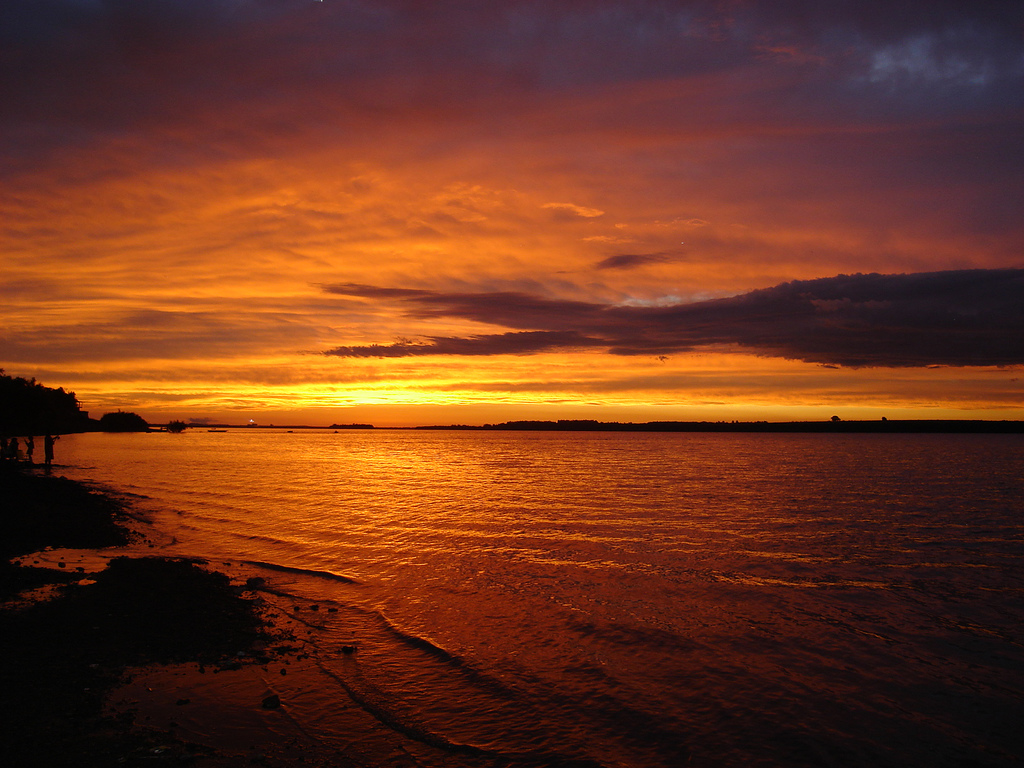
Uruguaiana, município do estado do Rio Grande do Sul, é o quarto município fronteiriço com maior área urbana do Brasil.

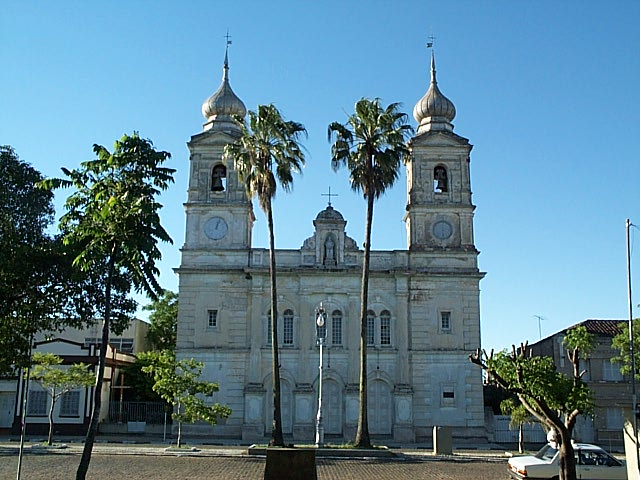
Bagé, segundo município fronteiriço mais rica do estado do Rio Grande do Sul e a quinto município fronteiriço com maior área urbana do Brasil.

| Posição | Município                        | Unidade federativa | Área urbana (km²) |
| ------- | -------------------------------- | ------------------ | ----------------- |
| 1       | Foz do Iguaçu                    | Paraná             | 61,2900           |
| 2       | Porto Velho                      | Rondônia           | 41,2322           |
| 3       | Corumbá                          | Mato Grosso do Sul | 21,5777           |
| 4       | Uruguaiana                       | Rio Grande do Sul  | 19,2600           |
| 5       | Bagé                             | Rio Grande do Sul  | 16,9146           |
| 6       | Cáceres                          | Mato Grosso        | 16,7017           |
| 7       | Santana do Livramento            | Rio Grande do Sul  | 14,7067           |
| 8       | Guajará Mirim                    | Rondônia           | 14,3100           |
| 9       | Ponta Porã                       | Mato Grosso do Sul | 13,7151           |
| 10      | São Borja                        | Rio Grande do Sul  | 10,1395           |
| 11      | Bela Vista                       | Mato Grosso do Sul | 7,8300            |
| 12      | Oriximiná                        | Pará               | 6,8562            |
| 13      | Dom Pedrito                      | Rio Grande do Sul  | 6,6352            |
| 14      | Itaqui                           | Rio Grande do Sul  | 6,4788            |
| 15      | Laranjal do Jari                 | Amapá              | 6,3742            |
| 16      | Tabatinga                        | Amazonas           | 6,3428            |
| 17      | Marechal Rondon                  | Paraná             | 5,9048            |
| 18      | Poconé                           | Mato Grosso        | 5,7997            |
| 19      | Óbidos                           | Pará               | 5,5976            |
| 20      | Jaguarão                         | Rio Grande do Sul  | 5,4900            |
| 21      | Santa Vitória do Palmar          | Rio Grande do Sul  | 5,3785            |
| 22      | Mundo Novo                       | Mato Grosso do Sul | 5,1300            |
| 23      | Guaíra                           | Paraná             | 4,8894            |
| 24      | Almeirim                         | Pará               | 4,7610            |
| 25      | Alta Floresta D'Oeste            | Rondônia           | 4,6800            |
| 26      | Quaraí                           | Rio Grande do Sul  | 4,4426            |
| 27      | Benjamin Constant                | Amazonas           | 3,7711            |
| 28      | São Gabriel da Cachoeira         | Amazonas           | 3,3925            |
| 29      | São Miguel do Iguaçu             | Paraná             | 3,1500            |
| 30      | Coronel Sapucaia                 | Mato Grosso do Sul | 2,8800            |
| 31      | Nova Mamoré                      | Rondônia           | 2,7000            |
| 32      | Santo Antônio do Sudoeste        | Paraná             | 2,6754            |
| 33      | Santa Helena                     | Paraná             | 2,5201            |
| 34      | Sete Quedas                      | Mato Grosso do Sul | 2,5151            |
| 35      | Caracaraí                        | Roraima            | 2,5140            |
| 36      | Comodoro                         | Mato Grosso        | 2,4820            |
| 37      | Barcelos                         | Amazonas           | 2,4537            |
| 38      | Santo Antônio do Içá             | Amazonas           | 2,4434            |
| 39      | Capanema                         | Paraná             | 2,4412            |
| 40      | Oiapoque                         | Amapá              | 2,4298            |
| 41      | Porto Murtinho                   | Mato Grosso do Sul | 2,3525            |
| 42      | Dionísio Cerqueira               | Santa Catarina     | 2,3321            |
| 43      | Costa Marques                    | Rondônia           | 2,1976            |
| 44      | Guajará                          | Amazonas           | 2,0821            |
| 45      | São José do Cedro                | Santa Catarina     | 2,0289            |
| 46      | Crissiumal                       | Rio Grande do Sul  | 1,9459            |
| 47      | Barracão                         | Paraná             | 1,8996            |
| 48      | São Francisco do Guaporé         | Rondônia           | 1,8683            |
| 49      | Alto Alegre                      | Roraima            | 1,8616            |
| 50      | Porto Xavier                     | Rio Grande do Sul  | 1,8599            |
| 51      | Antônio João                     | Mato Grosso do Sul | 1,8495            |
| 52      | Itapiranga                       | Santa Catarina     | 1,8309            |
| 53      | Paranhos                         | Mato Grosso do Sul | 1,7259            |
| 54      | Alecrim                          | Rio Grande do Sul  | 0,4500            |
| 55      | Acrelândia                       | Acre               | 0,3682            |
|         | Alto Alegre dos Parecis          | Rondônia           | 0,3682            |
|         | Amajari                          | Roraima            | 0,3682            |
|         | Aral Moreira                     | Mato Grosso do Sul | 0,3682            |
|         | Assis Brasil                     | Acre               | 0,3682            |
|         | Atalaia do Norte                 | Amazonas           | 0,3682            |
|         | Bandeirante                      | Santa Catarina     | 0,3682            |
|         | Barra do Quaraí                  | Rio Grande do Sul  | 0,3682            |
|         | Belmonte                         | Santa Catarina     | 0,3682            |
|         | Bom Jesus do Sul                 | Paraná             | 0,3682            |
|         | Bonfim                           | Roraima            | 0,3682            |
|         | Brasiléia                        | Acre               | 0,3682            |
|         | Cabixi                           | Rondônia           | 0,3682            |
|         | Capixaba                         | Acre               | 0,3682            |
|         | Caracol                          | Mato Grosso do Sul | 0,3682            |
|         | Caroebe                          | Roraima            | 0,3682            |
|         | Chuí                             | Rio Grande do Sul  | 0,3682            |
|         | Derrubadas                       | Rio Grande do Sul  | 0,3682            |
|         | Doutor Maurício Cardoso          | Rio Grande do Sul  | 0,3682            |
|         | Entre Rios do Oeste              | Paraná             | 0,3682            |
|         | Esperança do Sul                 | Rio Grande do Sul  | 0,3682            |
|         | Garruchos                        | Rio Grande do Sul  | 0,3682            |
|         | Guaraciaba                       | Santa Catarina     | 0,3682            |
|         | Herval                           | Rio Grande do Sul  | 0,3682            |
|         | Iracema                          | Roraima            | 0,3682            |
|         | Itaipulândia                     | Paraná             | 0,3682            |
|         | Japorã                           | Mato Grosso do Sul | 0,3682            |
|         | Japurá                           | Amazonas           | 0,3682            |
|         | Jordão                           | Acre               | 0,3682            |
|         | Manoel Urbano                    | Acre               | 0,3682            |
|         | Marechal Thaumaturgo             | Acre               | 0,3682            |
|         | Mercedes                         | Paraná             | 0,3682            |
|         | Normandia                        | Roraima            | 0,3682            |
|         | Novo Machado                     | Rio Grande do Sul  | 0,3682            |
|         | Pacaraima                        | Roraima            | 0,3682            |
|         | Paraíso                          | Santa Catarina     | 0,3682            |
|         | Pato Bragado                     | Paraná             | 0,3682            |
|         | Pérola d'Oeste                   | Paraná             | 0,3682            |
|         | Pimenteiras do Oeste             | Rondônia           | 0,3682            |
|         | Pirapó                           | Rio Grande do Sul  | 0,3682            |
|         | Planalto                         | Paraná             | 0,3682            |
|         | Porto Esperidião                 | Mato Grosso        | 0,3682            |
|         | Porto Lucena                     | Rio Grande do Sul  | 0,3682            |
|         | Porto Mauá                       | Rio Grande do Sul  | 0,3682            |
|         | Porto Vera Cruz                  | Rio Grande do Sul  | 0,3682            |
|         | Porto Walter                     | Acre               | 0,3682            |
|         | Pranchita                        | Paraná             | 0,3682            |
|         | Princesa                         | Santa Catarina     | 0,3682            |
|         | Rodrigues Alves                  | Acre               | 0,3682            |
|         | Roque Gonzales                   | Rio Grande do Sul  | 0,3682            |
|         | Santa Helena                     | Santa Catarina     | 0,3682            |
|         | Santa Isabel do Rio Negro        | Amazonas           | 0,3682            |
|         | Santa Rosa do Purus              | Acre               | 0,3682            |
|         | São Nicolau                      | Rio Grande do Sul  | 0,3682            |
|         | Serranópolis do Iguaçu           | Paraná             | 0,3682            |
|         | Tiradentes do Sul                | Rio Grande do Sul  | 0,3682            |
|         | Tunápolis                        | Santa Catarina     | 0,3682            |
|         | Uiramutã                         | Roraima            | 0,3682            |
|         | Vila Bela da Santíssima Trindade | Mato Grosso        | 0,3682            |
| 114     | Cruzeiro do Sul                  | Acre               | 0,0390            |
| 115     | Sena Madureira                   | Acre               | 0,0162            |
| 116     | Feijó                            | Acre               | 0,0112            |
| 117     | Epitaciolândia                   | Acre               | 0,0074            |
| 118     | Plácido de Castro                | Acre               | 0,0070            |
| 119     | Mâncio Lima                      | Acre               | 0,0058            |
| —       | Aceguá                           | Rio Grande do Sul  | —                 |
| —       | Pedras Altas                     | Rio Grande do Sul  | —                 |